# Жолдасбаев, Муратбай Сматаевич
Муратбай Сматаевич Жолдасбаев (каз. Мұратбай Сматайұлы Жолдасбаев, род. 29 ноября 1957 года, село Красный Октябрь, Курдайский район, Джамбульская область, Казахская ССР, СССР) — казахстанский государственный деятель, депутат сената парламента Казахстана от Жамбылской области (2014—2020).

## Биография
В 1981 году окончил Московский институт инженеров сельскохозяйственного производства имени В. П. Горячкина по специальности инженер-механик.
1975—1976 гг. — рабочий колхоза «Красный Октябрь» Красногорского района Джамбулской области.
1981—1982 гг. — контрольный механик совхоза «Жана Турмыс» Красногорского района Джамбулской области.
1982—1992 гг. — главный инженер совхоза «Жана Турмыс» Красногорского района Джамбулской области.
1992—2007 гг. — директор совхоза «Сарыбулакский», президент ОАО «Сарыбулак», президент ТОО «Сарыбулак» Кордайского района Жамбылской области.
2003—2006 гг. — заместитель директора ТОО «KAZEXIM group», директор ТОО «Маис Агро» (город Алматы).
2006—2007 гг. — заместитель директора по аграрной политике, по производству, первый заместитель генерального директора ТОО «Маис Агро».
2007—2009 гг. — аким Кордайского района Жамбылской области. Также в 2007—2009 годах — депутат Жамбылского областного маслихата.
2009—2014 гг. — заместитель акима Жамбылской области.
С октября 2014 по 2020 г. — депутат сената парламента Казахстана от Жамбылской области.

## Награды
- Орден Достык ІІ степени
- Орден «Курмет»
- Медаль «Астана»
- Памятный знак «МПА СНГ. 25 лет» (27 марта 2017 года, Межпарламентская ассамблея СНГ) — за содействие в деятельности Межпарламентской Ассамблеи и её органов[3]
- Почётная грамота Совета МПА СНГ (13 октября 2017 года, Межпарламентская ассамблея СНГ) — за активное участие в деятельности Межпарламентской Ассамблеи и её органов, вклад в укрепление дружбы между народами государств — участников Содружества Независимых Государств[4]